# Italienische Botschaft in Kabul
Die italienische Botschaft in Kabul ist die diplomatische Vertretung Italiens in Afghanistan. Das Botschaftsgebäude ist derzeit geschlossen, die Botschaft hat ihren Sitz momentan in Doha, Katar.

## Geschichte
Eine erste italienische Gesandtschaft in Kabul wurde 1922 eröffnet. Weil das Königreich Italien nach dem Vereinigten Königreich das erste westliche Land war, das die Unabhängigkeit Afghanistans anerkannt hatte, erhielt es im afghanisch-italienischen Übereinkommen über die Aufnahme diplomatischer Beziehungen von 1921 als bis dato einziger Staat das Recht, auf dem Gelände seiner diplomatischen Vertretung eine katholische Mission zu unterhalten, die ausländische Katholiken in Afghanistan seelsorgerisch betreuen darf. Ein erster italienischer Priester, der Barnabiten-Pater, Historiker und Sprachwissenschaftler Egidio Caspani, wurde Ende 1932 nach Kabul entsandt. Papst Pius XI. persönlich hatte sich für Caspanis Entsendung nach Kabul eingesetzt, wo der Heilige Stuhl mangels diplomatischer Beziehungen bis heute (Stand 2020) keine Apostolische Nuntiatur hat.
Der heutige italienische Botschaftskomplex an der Great Massoud Road wurde 1974 eröffnet. Auf dem Grundstück hatte man bereits 1960 eine römisch-katholische Kapelle gebaut und geweiht. Es folgte das Kanzleigebäude und die Residenz des Botschafters. Diese beiden zweistöckigen, erdbebensicheren Gebäude wurden in Sichtbeton gebaut und lassen sich architektonisch dem zeitgenössischen Brutalismus zuordnen, fügen sich jedoch mit ihren simplen geometrischen Formen gut in die umliegenden Gartenanlagen ein. In der Botschafterresidenz bestehen die Böden aus afghanischem Marmor, die Gestaltung der Kanzlei ist einfacher und funktionaler.
Anfang der 1990er Jahre wurde die Botschaft während des Bürgerkriegs schwer beschädigt. Von Januar 1993 bis November 2001 blieb sie kriegsbedingt geschlossen. Zwischen 2004 und 2007 beseitigte man die Kriegsschäden und modernisierte die Anlagen. Im Jahr 2017 erfolgten wegen der angespannten Sicherheitslage weitere Sicherungs- und Befestigungsarbeiten, wobei einige ehemals außerhalb gelegene Gebäude in den Botschaftskomplex integriert wurden.
Im Jahr 2002 schuf Papst Johannes Paul II. die Missio sui iuris Afghanistaniensis und ernannte den Barnabiten-Ordenspriester an der italienischen Botschaft von Amts wegen zum Leiter dieser katholischen Mission und damit zum Apostolischen Superior in Afghanistan. Trotz mehrfacher Änderung des politischen Systems in Afghanistan und entsprechender Wechsel der Machthaber, wurde die vertragskonforme Tätigkeit der katholischen Mission bis 2021 politisch nie in Frage gestellt.
Nach dem Abzug der westlichen Truppen aus Afghanistan und der Wiedererrichtung der Taliban-Theokratie wurde die Botschaft 2021 vorübergehend ins italienische Außenministerium nach Rom und dann nach Doha, Katar, verlegt.

## Sonstiges
Im Garten der Botschaft ist ein restauriertes Flugzeug vom Typ IMAM Ro.37 ausgestellt. Im Jahr 1937 hatte Afghanistan 16 Flugzeuge dieses italienischen Typs für seine Luftwaffe in Auftrag gegeben und bis Mitte der 1950er Jahre betrieben. Im Jahr 2006 entdeckte der Militärattaché der italienischen Botschaft Reste dieser Flugzeuge bei Kabul. Mit afghanischer Genehmigung wurde eines dieser Wracks zur Botschaft gebracht und (nicht ganz originalgetreu) restauriert.
Die Botschaft beherbergt eine Niederlassung der Agentur für Entwicklungszusammenarbeit AICS.